# Dąbroczna
Dąbroczna – rzeka w zachodniej Polsce, prawy dopływ Orli, do której uchodzi w jej 18,9 km biegu. Długość rzeki to 40,2 km a powierzchnia zlewni wynosi 236,4 km². Spotkać można się również z pisownią Dąbrocznia.

## Przebieg
Obszarem źródliskowym są tereny leśne na północ od miejscowości Pępowo. W dalszym biegu ciek płynie przez obszary rolnicze. W Miejskiej Górce znajduje się zbiornik Balaton, który należy do samorządu, który odkupił ją od miejscowej cukrowni. Pełni on funkcję zbiornika retencyjnego. Ma on powierzchnię 0,12 km², jego głębokość sięga 3 m, a objętość czynna wynosi 360 000 m³. Główne dopływy to Złoty Rów (Złota Woda) i kanał Bitter.
Ważniejsze miejscowości nad Dąbroczną to Pępowo i Miejska Górka.

## Historia
W 1921 protest źle wynagradzanych robotników zatrudnionych przy regulacji Dąbroczni był bezpośrednią przyczyną rozruchów głodowych w Rawiczu, czyli tzw. krwawego piątku.